# 肖克利海崖
肖克利海崖（英語：Shockley Bluff），是南極洲的海崖，位於維多利亞地的博克格雷溫克海岸，處於迪塞普申高原南端，美國地質調查局根據測量和該國海軍的空中照片繪入地圖，現時由南極條約體系管理。